# Jamile Samuel
Jamile Sara Samuel (* 24. April 1992 in Amsterdam) ist eine niederländische Leichtathletin, die sich auf den Sprint spezialisiert hat. Mit der niederländischen 4-mal-100-Meter-Staffel wurde sie 2016 Europameisterin und gewann zudem drei weitere Medaillen bei Europameisterschaften.

## Sportliche Laufbahn
Erste internationale Erfahrungen sammelte Jamile Samuel 2008 bei den Juniorenweltmeisterschaften im polnischen Bydgoszcz, bei denen sie im 200-Meter-Lauf in 23,76 s den sechsten Platz belegte und über 100 Meter mit 11,79 s im Halbfinale ausschied. Zudem schied sie mit der niederländischen 4-mal-100-Meter-Staffel mit 45,21 s in der ersten Runde aus. Im Jahr darauf gelangte sie bei den Junioreneuropameisterschaften in Novi Sad im 100-Meter-Lauf bis in das Halbfinale und schied dort mit 12,05 s aus. 2010 nahm sie erneut an den Juniorenweltmeisterschaften im kanadischen Moncton teil und gewann dort in 11,56 s bzw. 23,27 s die Bronzemedaillen über 100 und 200 Meter sowie in 44,09 s auch mit der Staffel. Daraufhin erhielt sie einen Startplatz in der Staffel für die Europameisterschaften in Barcelona, bei denen sie sich mit 44,70 s aber nicht für das Finale qualifizierte. Im Jahr darauf gewann sie bei den Junioreneuropameisterschaften in Tallinn in 11,43 s bzw. 23,31 s jeweils die Silbermedaille über 100 und 200 Meter hinter der Britin Jodie Williams. Zudem wurde sie mit der Staffel im Vorlauf disqualifiziert. Mit der Staffel nahm sie auch an den Weltmeisterschaften in Daegu teil und gelangte dort mit 43,44 s nicht bis in das Finale. 2012 nahm sie im 60-Meter-Lauf an den Hallenweltmeisterschaften in Istanbul teil und schied dort mit 7,47 s bereits im Vorlauf aus. Anschließend gelangte sie bei den Europameisterschaften in Helsinki über 200 Meter bis in das Finale und belegte dort in 23,55 s den sechsten Platz und gewann mit der Staffel in 42,80 s die Silbermedaille hinter Deutschland. Damit qualifizierte sich die Staffel für die Olympischen Spiele in London, bei denen sie mit neuem Landesrekord von 42,70 s im Vorlauf ausschieden.

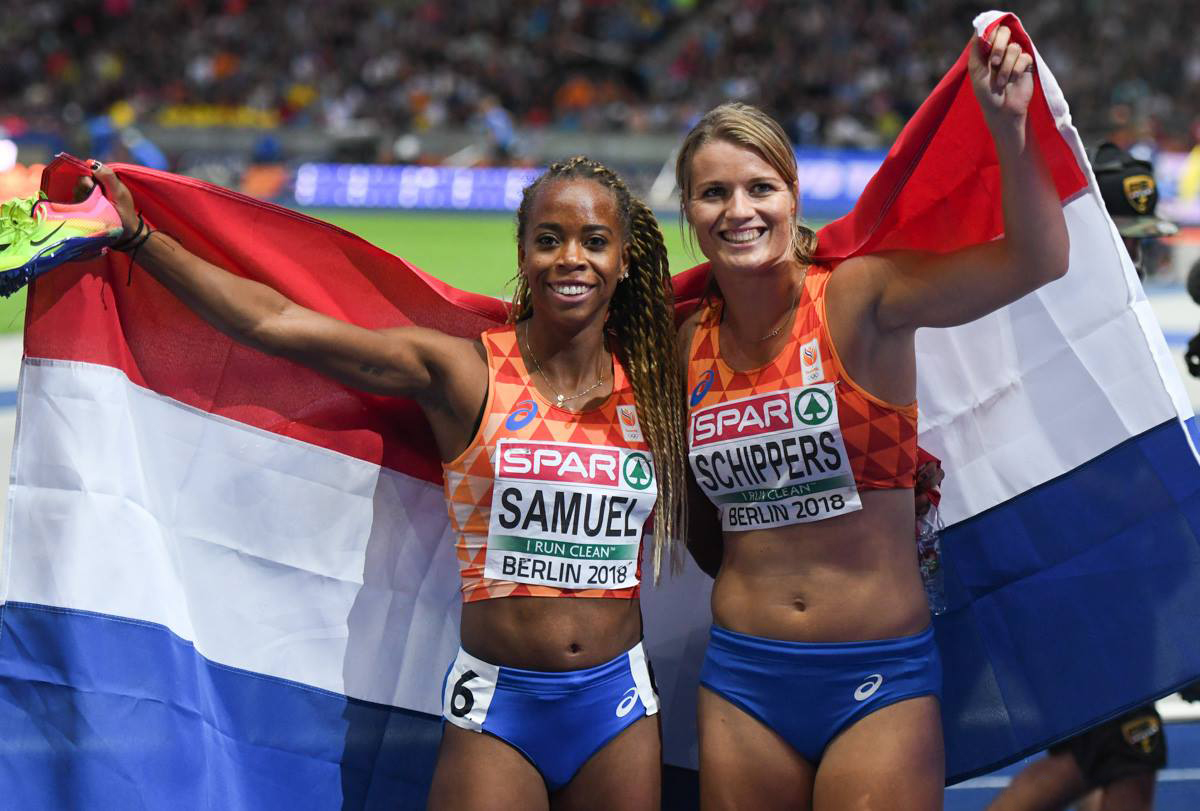
Jamile Samuel (l.) und Dafne Schippers in Berlin 2018

2013 gelangte sie bei den Halleneuropameisterschaften in Göteborg über 60 Meter bis in das Halbfinale, in dem sie mit 7,26 s ausschied. Anfang Juli schied sie bei den U23-Europameisterschaften in Tampere über 100 Meter mit 12,08 s in der ersten Runde aus und gelangte mit der Staffel in 44,18 s auf den vierten Platz. Bei den Weltmeisterschaften in Moskau ging sie mit der Staffel an den Start und konnte sich dort mit 43,26 s nicht für das Finale qualifizieren. Auch bei den Hallenweltmeisterschaften im Jahr darauf in Sopot gelangte sie über 60 Meter bis in das Halbfinale und schied dort mit 7,39 s aus. Im Sommer schied sie bei den Europameisterschaften in Zürich über 100 Meter mit 11,54 s im Halbfinale aus und wurde über 200 Meter in 23,31 s Sechste. Zudem gelangte sie mit der Staffel im Finale nicht bis in das Ziel. Bei den Leichtathletik-Halleneuropameisterschaften 2015 in Prag wurde sie in 7,19 s Siebte über 60 Meter und bei den Weltmeisterschaften in Peking wurde sie im Vorlauf disqualifiziert, wie auch mit der Staffel, mit der sie aber das Finale erreichte. Bei den Hallenweltmeisterschaften 2016 in Portland schied sie über 60 Meter mit 7,16 s im Halbfinale aus, ehe sie bei den Heimeuropameisterschaften in Amsterdam über 200 Meter in 22,83 s auf den vierten Platz gelangte. Zudem feierte sie mit dem Gewinn der Goldmedaille in der Staffel in 42,04 s ihren bisher größten Erfolg. Damit qualifizierte sie sich erneut für die Olympischen Spiele in Rio de Janeiro, bei denen sie über 200 Meter mit 23,04 s in der Vorrunde ausschied. Zudem erreichte sie mit der Staffel in 42,88 s knapp nicht das Finale.
Bei den IAAF World Relays 2017 auf den Bahamas gelangte sie mit der 4-mal-100-Meter-Staffel in 43,17 s auf den vierten Platz und über 100 Meter schied sie bei den Weltmeisterschaften in London mit 11,52 s in der Vorrunde aus, während sie mit der Staffel im Finale in 43,08 s auf Rang acht gelangte. Bei den Hallenweltmeisterschaften in Birmingham schied sie über 60 Meter mit 7,34 s bereits im Vorlauf aus und im August gewann sie bei den Europameisterschaften in Berlin in 22,37 s die Bronzemedaille über 200 Meter hinter der Britin Dina Asher-Smith und ihrer Landsfrau Dafne Schippers. Zudem belegte sie über 100 Meter in 11,14 s Rang fünf und gewann mit der Staffel hinter dem Vereinigten Königreich in 42,15 s die Silbermedaille. Im Jahr darauf schied sie bei den Halleneuropameisterschaften in Glasgow mit 7,31 s im Halbfinale aus und qualifizierte sich über 200 Meter ein weiteres Mal für die Weltmeisterschaften in Doha, bei denen sie mit 23,02 s im Halbfinale ausschied. Zudem konnte sie sich mit der Staffel in 43,01 s nicht für das Finale qualifizieren. 2021 gelangte sie bei den Halleneuropameisterschaften in Toruń bis in das Finale über 60 Meter und gewann dort in 7,22 s die Bronzemedaille hinter der Schweizerin Ajla Del Ponte und Lotta Kemppinen aus Finnland. Anfang Mai wurde sie dann bei den World Athletics Relays im polnischen Chorzów in 44,10 s Dritte mit der 4-mal-100-Meter-Staffel hinter den Teams aus Italien und Polen. 2022 schied sie bei den Europameisterschaften in München mit 23,13 s im Halbfinale über 200 Meter aus und belegte mit der Staffel in 43,03 s den fünften Platz.
2023 wurde sie bei der 1. Liga der Team-Europameisterschaft im Rahmen der Europaspiele in Chorzów in 42,61 s Erste in der 4-mal-100-Meter-Staffel und sicherte sich damit ligenübergreifend gemeinsam mit N’ketia Seedo, Lieke Klaver und Tasa Jiya die Goldmedaille. Im August verhalf sie der Staffel bei den Weltmeisterschaften in Budapest zum Finaleinzug.
In den Jahren 2009 sowie 2017 und 2018 wurde Samuel niederländische Meisterin im 100-Meter-Lauf sowie 2011, 2012, 2015 sowie 2019 und 2021 auch über 200 Meter. In der Halle sicherte sie sich 2009 den Titel im 60-Meter-Lauf.

## Persönliche Bestleistungen
- 100 Meter: 11,10 s (+0,3 m/s), 7. August 2018 in Berlin
  - 60 Meter (Halle): 7,14 s, 13. Februar 2016 in Berlin
- 200 Meter: 22,37 s (+0,9 m/s), 22. Juli 2018 in London
  - 200 Meter: 23,64 s, 14. Januar 2012 in Gent